# Padre de Familia
Padre de Familia (с исп. — «Отец семейства») — шестая серия шестого сезона мультсериала «Гриффины». Премьерный показ состоялся 18 ноября 2007 года на канале FOX.

## Сюжет
Семья Гриффинов посещает 35-й Куахогский День ветеранов. Воодушевлённый патриотизмом, на следующий день Питер изготавливает себе костюм в цвет национального флага, а потом с большим успехом выступает перед бойцами Армии США с патриотической песней о «ненавистных нелегалах».
После этого Питер, всячески проявляя свой патриотизм, приходит к друзьям в «Пьяную устрицу». Там он обращает внимание на португальцев, нелегально работающих в этом баре, и призывает своих друзей отныне охранять границы города от нелегалов. «Патриотические настроения» Питера продолжаются и на работе: он требует у своей начальницы, Анжелы, уволить его коллегу, Фуада, подозревая, что он — нелегальный иммигрант.
Благодаря Питеру на его работе введены новые правила: теперь каждый должен доказать, что он — американец. За своим свидетельством о рождении Питер приходит к матери — Тельме, но там его поджидает сюрприз: он мало того, что наполовину ирландец, так ещё и родился в Мексике, и сам, получается, нелегал в своей стране.
Питера за это увольняют, но Лоис предлагает ему пройти «тест на гражданство», и тот отправляется в «Службу иммиграции и натурализации» (англ. Immigration and Naturalization Service), где ему не удаётся пройти элементарные тесты. Питер вынужден искать себе «работу для иммигрантов». Он пробует себя горничной в мотеле и няней, но у него ничего не выходит. Тогда Лоис берёт трудоустройство мужа в свои руки, и уговаривает своего отца, Картера, взять Питера к себе на работу слугой.
Лоис хочет жить с мужем, и поэтому они покидают свой дом и всей семьёй поселяются в маленьком, необустроенном и перенаселённом домике для слуг на задворках поместья Пьютершмидтов.
Питер постепенно втягивается в свою новую работу, проникается жизнью и проблемами мексиканцев, да и его семья худо-бедно привыкает к новой жизни.
Слуги-мексиканцы, включая Питера и его семью, отмечают свой национальный праздник, но хозяин, Картер Пьютершмидт, прерывает их отдых, требуя работать. Возмущённый этим Питер произносит пламенную речь об иммигрантах, построивших эту страну, об их правах и об их жестоком хозяине, фактически призывая к бунту. Разъярённая толпа во главе с Питером пытается отобрать имущество Картера, но тот заявляет, что может моментально, «по блату», сделать Питера американским гражданином. Тот, однако, требует этого для всех слуг Пьютершмидта. Картер не идёт на уступки, нелегалы «отпускают» Питера, и тот снова становится американцем и возвращается с семьёй в свой дом.

## Создание
Эпизод готовился в разгар забастовки сценаристов в Америке. Несмотря на это, Сет Макфарлейн, будучи членом «Восточной гильдии сценаристов», продолжал трудиться над озвучиванием своих персонажей: Питера, Стьюи, Брайана и прочих.
Название эпизода — перевод названия мультсериала (Family Guy) на испанский язык.
Автор сценария: Киркер Батлер
Режиссёр: Пит Майклс
Композитор: Рон Джоунс
Приглашённые знаменитости: Кэрри Фишер (в роли начальника Питера, Анжелы) и Филлис Дилер (в роли матери Питера, Тельмы Гриффин)
Премьеру эпизода посмотрели 10 500 000 зрителей.
Эпизод номинировался на «Эмми» в категории «Лучший комедийный сериал».